# Callerebia tarbena
Callerebia tarbena är en fjärilsart som beskrevs av Evans 1932. Callerebia tarbena ingår i släktet Callerebia och familjen praktfjärilar. Inga underarter finns listade i Catalogue of Life.